# Kamienica Pod Siedmioma Elektorami we Wrocławiu
Kamienica Pod Siedmioma Elektorami (Kamienica Pod Siedmioma Książętami) (niem.: Haus Zu den sieben Kurfürsten) – renesansowa kamienica na wrocławskim Rynku z drugiej połowy XIII wieku. Odznacza się bogatymi zdobieniami (malarstwo iluzjonistyczne, barokowe freski z podobizną cesarza Leopolda I oraz siedmiu elektorów). W tympanonie umieszczony został habsburski orzeł. W XVII w. kamienicę nazywano Köbersche Haus albo Stellenfeldsche Haus.

## Historia kamienicy i jej architektura
Budynek na działce nr 8 należy do najstarszych, obok kamienicy nr 52, 17 i 24 budynków na wrocławskim Rynku. Według przeprowadzonych badań ich powstanie datuje się przed 1241 rokiem. Z tego okresu zachowały się ściany piwniczne sięgające do stropu nad pierwszym piętrem ułożone z cegieł w wątku wendyjskim. Układ planu piwnicy i parteru był podobny do rozmieszczenia pomieszczeń na pierwszym i drugim piętrze przy czym podzielone węższe pomieszczenia na wyższych kondygnacjach nie były podzielone. W XV wieku kamienice rozbudowano o jeden tylny trakt oraz południową oficynę. W południowej części parteru zachowały się sklepienia datowane najpóźniej na początek XVI wieku. W narożniku północno-zachodnim znajdowały się schody Pod koniec XV i na początku XVI wieku budynek ponownie przebudowano; dodano jeszcze jeden tylny trakt o rozpiętości około 10 metrów. Sień tylna została połączona z południowym pomieszczeniem za pośrednictwem portalu o dwuramiennym nadprożu datowanym na rok ok. 1500. Pomieszczenie przykryte było drewnianym stropem a jego belki miały profil gotyckich żeber sklepieniowych pokrytych malowidłami z motywami roślinnymi w tonacji różowej. Schody zostały przeniesione do południowo-zachodniego narożnika, przy ścianie graniczącej z nowo powstałą oficyną. Nad zachowanym oknem z tego okresu widnieje data "1505".

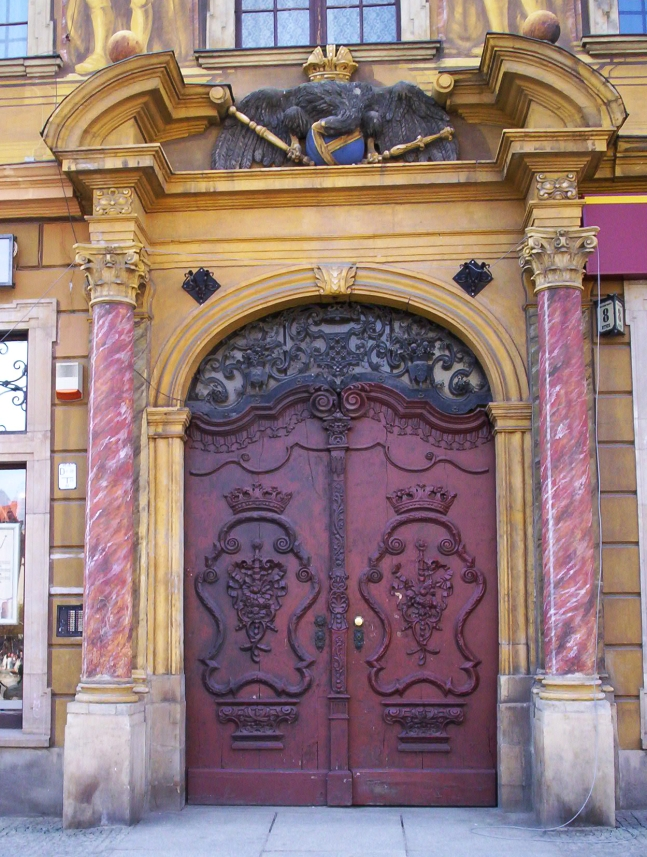
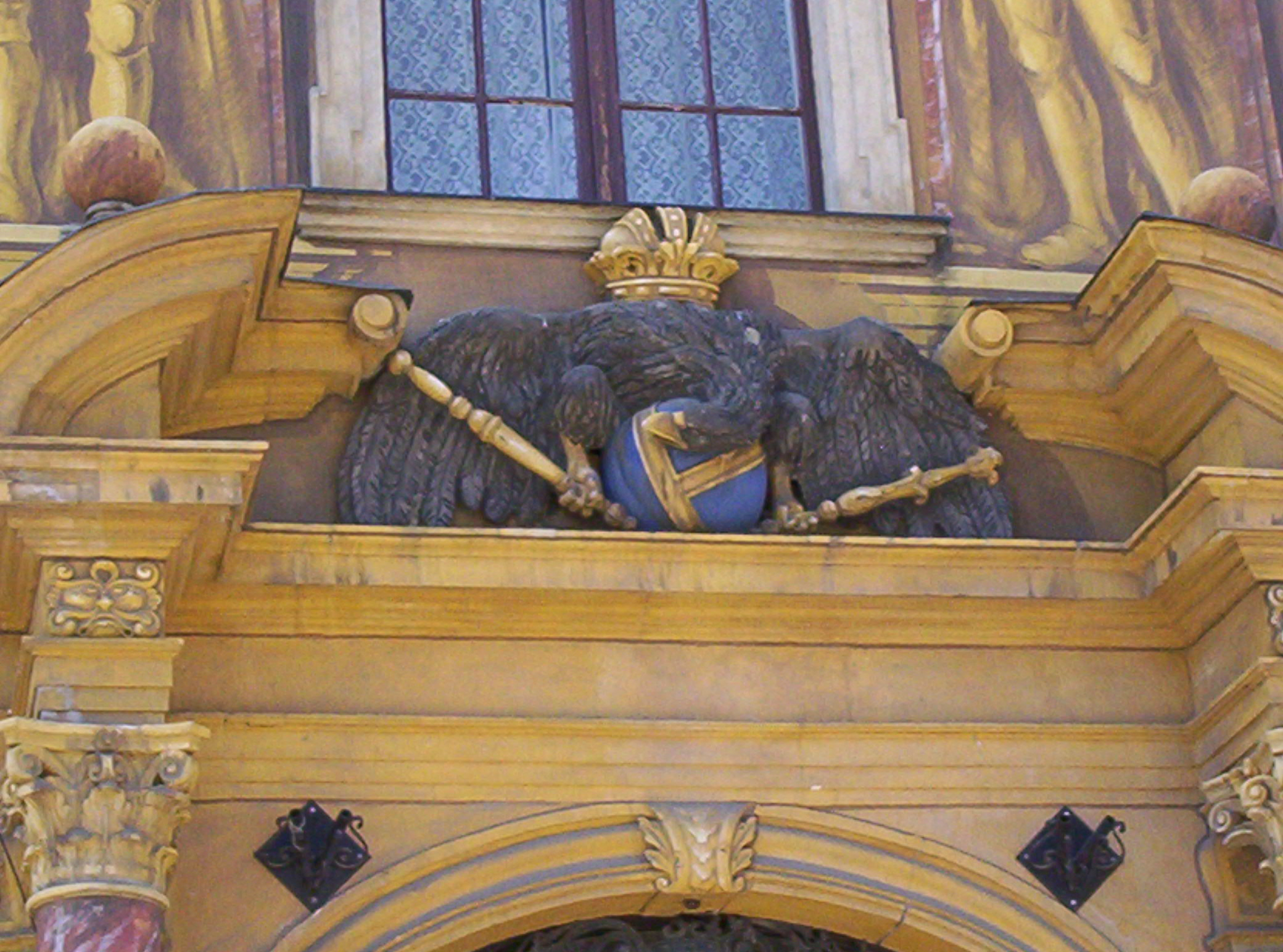
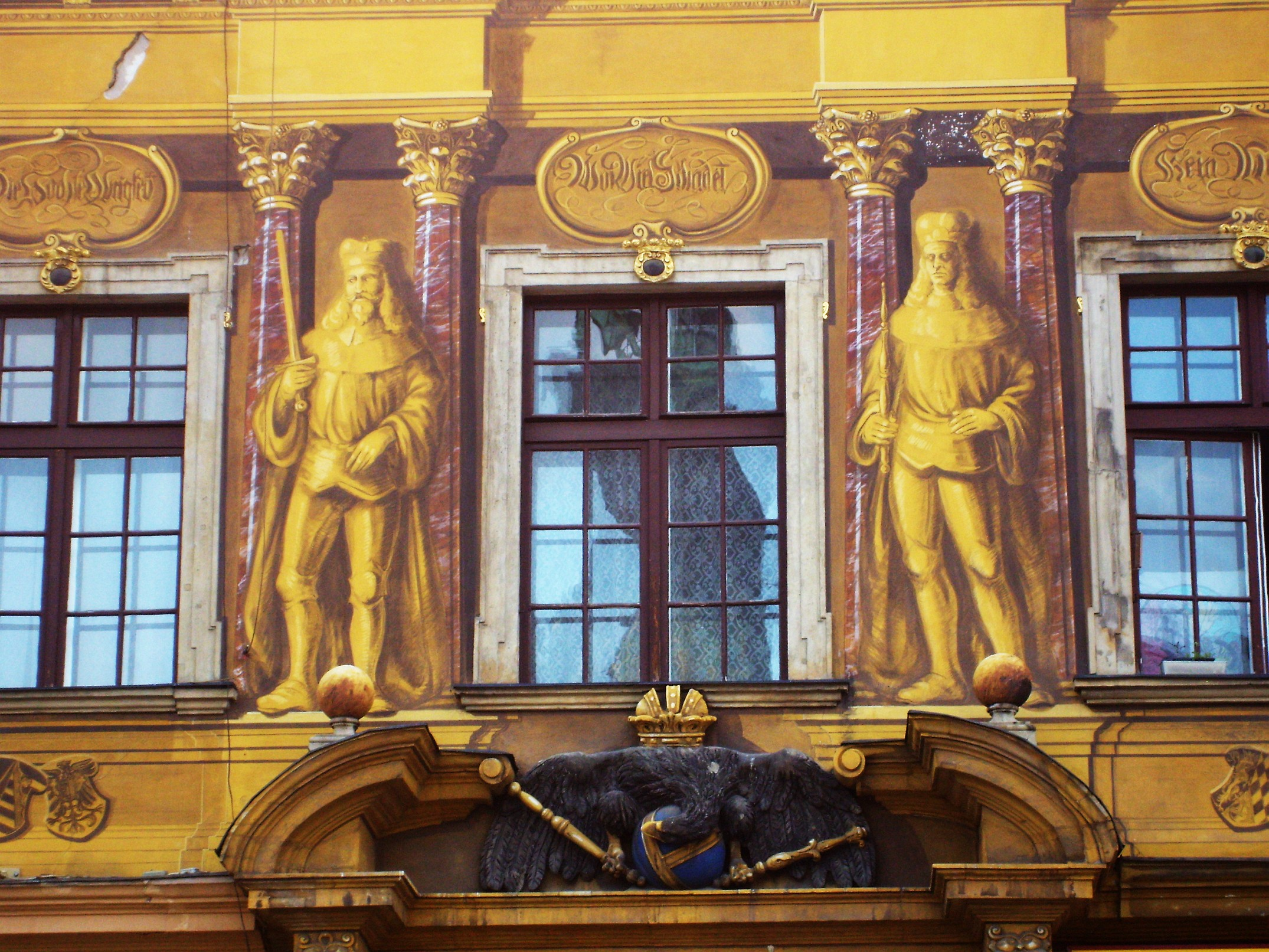

Po 1672 roku w wyniku modernizacji powstał nowy portal oraz obramowania okien. Nad portalem, w wieńczącym rozsuniętym gzymsie tympanonu ustawiono rzeźbę cesarskiego orła z insygniami władzy. Fasada budynku została wzbogacona o bogatą dekoracje malarską przedstawiającą postacie i herby:
- między oknami pierwszego pietra herby świeckich elektorów Rzeszy (od lewej): Saksonii,  Brandenburgii, Palatynatu i Czech[8].
- między oknami drugiego piętra (od lewej): cesarza Leopolda I, herby kościelnych elektorów Rzeszy: Moguncji, Trewiru, Kolonii,
- między kolumnami na trzecim piętrze, w niszach, umieszczono ich antyczne popiersia.

Herb Saksonii
Herb Brandenburgii
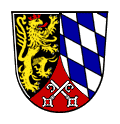
Herb Palatynatu
Herb Czech
Herb Leopolda I
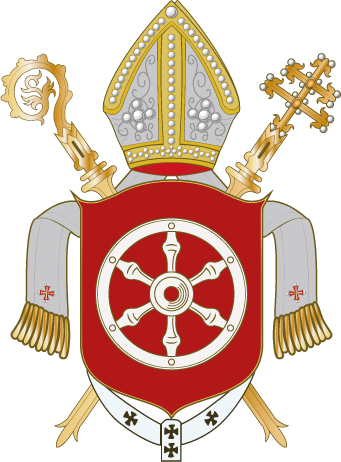
Herb Moguncji
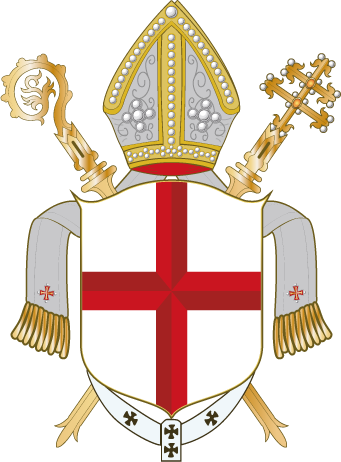
Herb Trewiru
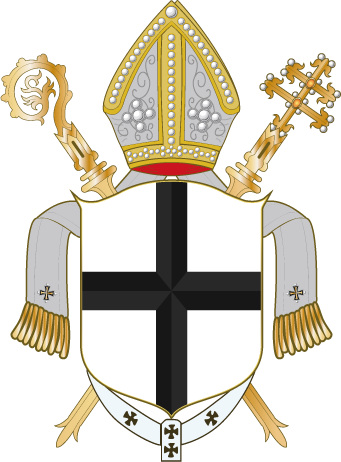
Herb Kolonii

W sieni znajdującej się w tylnej części kamienicy zmieniono strop: na dotychczasowy gotycki pokryto bogata sztukaterią oraz przebudowano schody nadając im barokowe dekoracje. W osi kamienicy ustawiony został kolumnowy portal o otworze zamkniętym łękiem koszowym.
Około 1730 roku wykonano stolarkę oraz bogatą kratę nadświetla portalu. W latach czterdziestych XVIII wieku na elewacji ponad portalem, na krótko prawdopodobnie pojawił się wykusz.  Polichromię fasady i dekoracje malarskie odnawiano latach 1783 (pod kierunkiem Adalberta Longinusa Höckera), 1865 (pod kierunkiem Ferdinanda Wagnera z Augsburga), 1989, 1991, 1995 i w 1998 (pod kierunkiem Jana Żelbromskiego).
Właścicielami budynku byli, m.in., w XVII wieku spadkobiercy Kiliana  Uthamanna, od 1672 Benjamin Hell von Hellenfeld, potem hrabiowie von Hochberg: Hans Heinrich II, Conrad Ernst Maximilian i Heinrich Carl.